# Eidangerfjorden
Eidangerfjorden er en fjord i Porsgrunn kommune i Vestfold og Telemark fylke i Norge. Den er 6 km lang og strækker sig fra mellem Brevik og Sandøya ind i Eidanger, til Nystrand. Den største ø er Kattøya inderst i fjorden, ved camping- og badepladsen Olavsberget. Ved Nystrand ligger også den landfaste Kotøya, som tilhører «løbedronningen» Ingrid Kristiansen.
På østsiden af fjorden findes flere kommunale badepladser, bl.a. Seivall, Brønnstadbukta og Røra (Skien kommune).
Yderst i fjorden, ved Brevik, ligger der en udskibningshavn for cementfabrikken Norcem. Længere inde, på vestsiden, ligger landsbyen Heistad med Heistadstrand og flere mindre friområder.
59°05′06″N 9°42′18″Ø / 59.085°N 9.705°Ø